# Présence du futur
Présence du futur este o colecție de romane și de povestiri științifico-fantastice inițiată în 1954 de către editura Editions Denoël.
Condusă inițial de Robert Cantaruri, continuă tradiția colecției Rayon fantastique, care a popularizat în Franța autori ca H. P. Lovecraft, Fredric Brown, Robert Heinlein sau Ray Bradbury. Présence du futur continuă traducerea altor scriitori de limba engleză: Brian Aldiss, J. G. Ballard, James Blish, Philip K. Dick, Thomas Disch, Clifford D. Simak, John Varley, Gene Wolfe, Roger Zelazny.
Colecția ajunge sub conducerea Elisabetei Gille, care publică, de asemenea, mai mulți autori tineri francezi cum ar fi Dominique Douay, Jean-Pierre Andrevon, Jean-Pierre Hubert, Serge Brussolo, Emmanuel Jouanne, Pierre Pelot și primele romane ale lui Antoine Volodine. Nici hard science-fiction-ul nu este uitat (Stanislas Lem, Gregory Benford), accentul este pus pe ficțiunea științifică,  printre altele, prin publicarea colecției grupului Limite. Ea a editat, de asemenea, și cyberpunk.

## Editorii-șefi ai colecției
- 1954 : Robert Kanters
- 1976 : Élisabeth Gille
- 1986 : Jacques Chambon
- 1998 : Serge Brussolo
- 1998 : Gilles Dumay

## Lucrări publicare
Titlurile apar în limba franceză.

### Anii 1950

#### 1954
- 1. Chroniques martiennes de Ray Bradbury
- 2. Une étoile m'a dit de Fredric Brown
- 3. L'Homme illustré de Ray Bradbury
- 4. La Couleur tombée du ciel (The Colour Out of Space) de H. P. Lovecraft
- 5. Dans l'abîme du temps (The Shadow Out of Time) de H. P. Lovecraft

#### 1955
- 6. Le ciel est mort de John W. Campbell
- 7. Malpertuis de Jean Ray
- 8. Fahrenheit 451 de Ray Bradbury
- 9. L'Homme démoli de Alfred Bester
- 10. Je suis une légende de Richard Matheson

#### 1956
- 11. Aux portes des ténèbres de Jean-Louis Bouquet
- 12. Ombres sur le soleil (Shadows in the sun) de Chad Oliver
- 13. Un saint au néon de Jean-Louis Curtis
- 14. Les Pommes d'or du soleil (The Golden Apples of the Sun and Other Stories) de Ray Bradbury
- 15. La sortie est au fond de l'espace de Jacques Sternberg
- 16. Par-delà le mur du sommeil de H. P. Lovecraft

#### 1957
- 17. Martiens, Go Home! de Fredric Brown
- 18. L’Homme qui rétrécit (The Shrinking Man) de Richard Matheson
- 19. Un bruit de guêpes de Jean Paulhac
- 20. Le Pays d'octobre (The October Country) de Ray Bradbury

#### 1958
- 21. Entre deux mondes incertains de Jacques Sternberg
- 22. Terminus, les étoiles de Alfred Bester
- 23. Le Voyageur imprudent (Future Times Three) de René Barjavel
- 24. La Cité du grand juge de A. E. van Vogt
- 25. La Mort de la Terre de J.-H. Rosny aîné
- 26. Les Perles du temps de Gérard Klein
- 27. Les Mémoires du futur (Tomorrow Revealed) de John Atkins

#### 1959
- 28. Les Coucous de Midwich (The Midwich Cuckoos) de John Wyndham
- 29. Croisière sans escale (Non-Stop) de Brian Aldiss
- 30. Un cas de conscience de James Blish
- 31. Là-bas et ailleurs (Yonder) de Charles Beaumont
- 32. Pygmalion 2113 (Deadly Image) de Edmund Cooper
- 33. Le diable l'emporte de René Barjavel
- 34. Le Temps cassé (The Seeds of Time) de John Wyndham

### Anii 1960
| Cuprins : | Sus - 1960 1961 1962 1963 1964 1965 1966 1967 1968 1969 | - Jos |

#### 1960
- 35. La République lunatique (The Lunatic Republic) de Compton Mackenzie
- 36. Demain, moisson d'étoiles (Rescue Party) de Arthur C. Clarke
- 37. Les Faits d'Eiffel de Marianne Andrau
- 38. Le Rasoir d'Occam (Occam's Razor) de David Duncan
- 39. L'Espace, le Temps et Nathanaël (Space, Time And Nathaniel) de Brian Aldiss
- 40. Le Règne du bonheur de Alexandre Arnoux
- 41. Les Confluents de René Sussan
- 42. Carmilla de Sheridan Le Fanu
- 43. Pèlerinage à la Terre (Pilgrimage to Earth) de Robert Sheckley

#### 1961
- 44. Le Signe du chien de Jean Hougron
- 45. Je suis d'ailleurs (The Outsider) de H. P. Lovecraft
- 46-47. Un cantique pour Leibowitz de Walter M. Miller
- 48. Tout doit disparaître le 5 mai de Pierre Véry
- 49. Un remède à la mélancolie (A Medicine for Melancholy) de Ray Bradbury
- 50. Terre, il faut mourir (Galactic Cluster) de James Blish
- 51. Le Pays sans étoiles (cu sensul de Țara fără stele) de Pierre Véry
- 52. La Croisade de l'idiot (Idiot's Crusade) de Clifford D. Simak
- 53. Billets de logement (A Change of Mind) de G.-M. Glaskin

#### 1962
- 54. L'Herbe à vivre (Trouble with Lichen) de John Wyndham
- 55. La Voix des dauphins (The Voice of the Dolphins) de Léo Szilard
- 56. Voyage au pays de la quatrième dimension de Gaston de Pawlowski
- 57. Les Croisés du cosmos de Poul Anderson
- 58. Équateur (Equator) de Brian Aldiss
- 59. Le Satellite sombre (cu sensul de Satelitul negru) de Jérôme Sériel

#### 1963
- 60-61. Les Sirènes de Titan (The Sirens of Titan) de Kurt Vonnegut
- 62. Les Mutinés du "Polar Lion" (A Small Armageddon) de Mordecai Roshwald
- 63. Le temps n'a pas d'odeur de Gérard Klein
- 64. Mémoires d'une femme de l'espace (Memoirs of a Spacewoman) de Naomi Mitchison
- 65. Fantômes et Farfafouilles (Nightmares and Geezenstacks) de Fredric Brown
- 66. Tous les pièges de la Terre (All the Traps of Earth and Other Stories) de Clifford D. Simak
- 67. Le monde fantastique de Belcampo ( De fantasieën van Belcampo) de Belcampo
- 68. Le Monde aveugle (Dark Universe) de Daniel F. Galouye
- 69. Loin de Terra de Maxim Jakubowski

#### 1964
- 70. Humanité provisoire (Conditionally Human) de Walter M. Miller
- 71-72. La Foire des ténèbres (Something Wicked This Way Comes) de Ray Bradbury
- 73. La Cage aux orchidées (Der Orchideenkäfig) de Herbert W. Franke
- 74. Le Monde englouti (The Drowned World) de J. G. Ballard
- 75. Lune de miel en enfer (Honeymoon in Hell) de Fredric Brown
- 76. Une certaine odeur (They Walked Like Men) de Clifford D. Simak
- 77. Stimulus de John Brunner
- 78. Le Chemin de la lune (Лунная дорога) de Alexandre Kazantsev
- 79. Pas de quatre (Transit) de Edmund Cooper

#### 1965
- 80. Aux hommes les étoiles (They Shall Have Stars) de James Blish
- 81. Airs de Terre (The Airs of Earth) de Brian Aldiss
- 82. Cauchemar à quatre dimensions (The 4-Dimensional Nightmare) de J. G. Ballard
- 83. Les Langages de Pao (The Languages of Pao) de Jack Vance
- 84-85. Les Machines à bonheur (The Machineries of Joy) de Ray Bradbury
- 86. L'Île sous cloche (Enez ar Rod) de Xavier de Langlais
- 87. Les Seigneurs des sphères (Lords of the Psychon) de Daniel F. Galouye
- 88. Bonne nuit Sophia (Quarta dimensione) de Lino Aldani

#### 1966
- 89. Fondation de Isaac Asimov
- 90. Solaris de Stanislas Lem
- 91. Élève de quatrième... dimension de Algernon Blackwood
- 92. Fondation et Empire de Isaac Asimov
- 93. L'Ordinateur désordonné de Keith Laumer
- 94. Seconde Fondation de Isaac Asimov
- 95. Barbe-Grise de Brian Aldiss

#### 1967
- 96. Le Bréviaire des robots de Stanislas Lem
- 97. H sur Milan de Emilio de Rossignoli
- 98. La Forêt de cristal (The Crystal World) de J. G. Ballard
- 99. Villes nomades de James Blish
- 100. Pallas ou la tribulation de Edward de Capoulet-Junac
- 101. Migrations de Algernon Blackwood
- 102. L'Homme artificiel de L. P. Davies
- 103-104. La Terre est une idée de James Blish
- 105. La Fin de l'Éternité de Isaac Asimov

#### 1968
- 106. Un Coup de cymbales (A clash of cymbals) de James Blish
- 107. La Science-fiction pour ceux qui détestent la science-fiction (Science Fiction for People Who Hate Science Fiction) de Terry Carr
- 108. Gabriel, l'histoire d'un robot (Gabriel, historia de un robot) de Domingo Santos
- 109. La Cybériade (Cyberiada) de Stanislas Lem
- 110. Flatland de Edwin Abbott Abbott
- 111. Le Principe du loup-garou (The Werewolf Principle) de Clifford D. Simak

#### 1969
- 112. Cephalopolis de Gonner Jones
- 113. Histoires mystérieuses T1 (Asimov's Mysteries) de Isaac Asimov
- 114. Histoires mystérieuses T2 de Isaac Asimov
- 115. Quand ton cristal mourra (Logan’s Run) de William F. Nolan și George C. Johnson
- 116. Le Trou dans le zéro (The Hole in the Zero) de Michaël Kennedy Joseph
- 117. Une vie très privée (A Very Private Life) de Michael Frayn
- 118. Les Hommes-machines contre Gandahar de Jean-Pierre Andrevon
- 119. La Réserve des lutins (The Goblin Reservation) de Clifford D. Simak

### Anii 1970
| Cuprins : | Sus - 1970 1971 1972 1973 1974 1975 1976 1977 1978 1979 | - Jos |

#### 1970
- 120. L'Univers en folie (What Mad Universe) de Fredric Brown
- 121. Grains de sable (Small changes) de Hal Clement
- 122. Le Coffre d'Avlen (The Goblin Tower) de Lyon Sprague de Camp
- 123. Quand les ténèbres viendront (Nightfall and Other Stories) de Isaac Asimov
- 124. Aujourd'hui, demain et après de Jean-Pierre Andrevon
- 125. L'amour, vous connaissez ? (Nightfall and Other Stories) de Isaac Asimov
- 126-127. Je chante le corps électrique (I Sing the Body Electric ) de Ray Bradbury
- 128. Niourk de Stefan Wul
- 129. Le Monde sans femmes (Il mondo senza donne) de Virgilio Martini

#### 1971
- 130-131. Le Monde de Satan (Satan's World) de Poul Anderson
- 132. Guerre aux invisibles (Sinister barrier) de Eric Frank Russell
- 133. Dernier vaisseau pour l'enfer (The last starship from Earth) de John Boyd
- 134. Planète à gogos de Frederik Pohl și Cyril M. Kornbluth
- 135. Cela se produira bientôt de Jean-Pierre Andrevon
- 136. Rayons pour Sidar de Stefan Wul
- 137-138-139. L'Orbite déchiquetée (The Jagged Orbit) de John Brunner
- 140. La Planète Fleur (The Pollinators of Eden) de John Boyd
- 141. Deux soleils pour Artuby de Bernard Villaret

#### 1972
- 142. Royaumes d'ombre et de lumière (Creatures of Light and Darkness) de Roger Zelazny
- 143. La Cité et les Astres (The City and the Stars) de Arthur C. Clarke
- 144. Au cœur de l'écho (Echo Round His Bones) de Thomas Disch
- 145. Star ou Psi de Cassiopée de Charlemagne Ischir Defontenay
- 146. Oms en série de Stefan Wul
- 147-148. La Ferme aux organes (The organ bank farm) de John Boyd
- 149-150. Le Nuage pourpre (The Purple Cloud) de Matthew Phipps Shiel
- 151-152. Plus noir que vous ne pensez (Darker Than You Think) de Jack Williamson
- 153-154. Déjà demain (Ahead of time) de Henry Kuttner și Catherine L. Moore
- 155-156-157. Les Derniers et les Premiers (Last and First Men: A Story of the Near and Far Future) de Olaf Stapledon
- 158-159. Marionnettes humaines (The Puppet Masters) de Robert A. Heinlein
- 160. Le Wendigo de Algernon Blackwood
- 161. Il est difficile d'être un dieu (Трудно быть богом, Trudno byt' bogom) de Arkadi și Boris Strugațki

#### 1973
- 162. Le Temps des grandes chasses de Jean-Pierre Andrevon
- 163. Pas de place pour eux sur la Terre (Not an Earthly Chance) de James B. Tucker
- 164. L'Instant de l'éclipse (The Moment of Eclipse) de Brian Aldiss
- 165. Le péril vient de la mer (The Kraken Wakes / Out of the Deeps) de John Wyndham
- 166. L'Œil de Saturne (Anywhen) de James Blish
- 167. Toi l'immortel (This Immortal) de Roger Zelazny
- 168. Théâtre pour demain...et après (The Wonderful Ice Cream Suit and Other Plays) de Ray Bradbury
- 169. À chacun ses dieux  (A Choice of Gods) de Clifford D. Simak
- 170. Le Chant de la coquille Kalasaï de Bernard Villaret
- 171. L'Homme tombé du ciel (The Man Who Fell to Earth) de Walter Tevis
- 172. Poussière de lune (Under Compulsion) de Thomas Disch
- 173. Les Dieux eux-mêmes (The Gods Themselves) de Isaac Asimov

#### 1974
- 174. Autres mondes, autres mers de Darko Suvin
- 175. À pied, à cheval et en fusée de Clifford D. Simak
- 176. Le Père éternel de Philip Goy
- 177. N'y allez pas de William Walling
- 178. Rien qu'un surhomme de Olaf Stapledon
- 179. Le lundi commence le samedi de Arcadi et Boris Strougatski
- 180. À l'heure d'Iraz de Lyon Sprague de Camp
- 181. Seigneur de lumière de Roger Zelazny
- 182. Dangereuse Callisto de Isaac Asimov
- 183. Les Libertins du ciel de John Boyd
- 184. Autres dieux, autres mondes de Mayo Mohs
- 185. Terre de Marie C. Farca
- 186. Cyborg de Martin Caidin
- 187. Noël sur Ganymède de Isaac Asimov
- 188. L'Anneau de fumée de René Sussan

#### 1975
- 189. Retour à la Terre 1 de Jean-Pierre Andrevon
- 190. Les Neuf Princes d'Ambre de Roger Zelazny
- 191. Chrono-minets de Isaac Asimov
- 192. Les Enfants de nos enfants de Clifford D. Simak
- 193. Le Livre-machine de Philip Goy
- 194. Encore un peu de verdure de Ward Moore
- 195. Les Derniers Hommes à Londres de Olaf Stapledon
- 196. Les Fusils d'Avalon de Roger Zelazny
- 197. Une chaleur venue d'ailleurs de Michael Moorcock
- 198. Repères dans l'infini de Jean-Pierre Andrevon
- 199. La Mère des mondes de Isaac Asimov
- 200. Le Palais dans le ciel de Ugo Malaguti
- 201. Le Camp du chien de Algernon Blackwood
- 202. Le Dernier Cimetière de Clifford D. Simak

#### 1976
- 203. 334 de Thomas M. Disch
- 204. Inferno de Fred Hoyle et Geoffrey Hoyle
- 205. Le Sérum de la déesse bleue de Roger Zelazny
- 206. La Fille du roi des elfes de Lord Dunsany - copertă de Florence Magnin
- 207. Un voyage en Arcturus de David Lindsay - copertă de Florence Magnin
- 208. Femmes et Merveilles de Pamela Sargent
- 209. La Grande Quincaillerie de Georges Soria
- 210. Quotient intellectuel à vendre de John Boyd
- 211. La Voix du maître de Stanislas Lem
- 212. Sirius de Olaf Stapledon
- 213. Visa pour l'outre-temps de Bernard Villaret
- 214. Le Crépuscule de Briareus de Richard Cowper
- 215. Une longue marche dans la nuit de Bob Shaw
- 216. Retour à la Terre 2 de Jean-Pierre Andrevon
- 217. La Seconde Expérience de Janet D. Jeppson
- 218. Les Terres creuses de Michael Moorcock
- 219. Le Gène maudit de John Boyd
- 220. L'Enfant étoile de Fred M. Stewart
- 221. La Dixième Planète de Edmund Cooper
- 222. Shéol de Jean-Pierre Fontana
- 223. Deux univers de Richard Cowper

#### 1977
- 224 Galaxies intérieures 1 de Maxim Jakubowski
- 225. Fœtus-Party de Pierre Pelot
- 226. Aujourd'hui, nous changeons de visage de Roger Zelazny
- 227. Les Quinconces du temps de James Blish
- 228. Le Pèlerinage enchanté de Clifford D. Simak
- 229. Autant en emporte le temps de Ward Moore
- 230. Le Jeune Homme, la Mort et le Temps de Richard Matheson
- 231. Le Cœur désintégré de Theodore Sturgeon
- 232. Flûte, flûte et flûtes ! de Isaac Asimov
- 233. Cher Jupiter de Isaac Asimov
- 234. Hier, les oiseaux de Kate Wilhelm
- 235. Le Désert du monde de Jean-Pierre Andrevon
- 236. Noô T1 de Stefan Wul
- 237. Noô T2 de Stefan Wul
- 238. Deus irae de Philip K. Dick et Roger Zelazny
- 239. La Planète de Shakespeare de Clifford D. Simak
- 240. Pontesprit de Joe Haldeman
- 241. L'Envoyé d'Andromède de John Boyd
- 242. Retour à la Terre 3 de Jean-Pierre Andrevon
- 243. La Pierre des étoiles de Roger Zelazny - copertă de Florence Magnin
- 244. Un gars de l'enfer de Arcadi et Boris Strougatski
- 245. Au plus profond de l'espace de Fred Hoyle et Geoffrey Hoyle

#### 1978
- 246. Appareil volant à basse altitude de J. G. Ballard
- 247. Vers la révolution de Philip Goy
- 248. Bien après minuit de Ray Bradbury
- 249. Strates de Dominique Douay
- 250. Pardonnez-nous vos enfances de Denis Guiot
- 251. Le Signe de la Licorne de Roger Zelazny
- 252. Substance mort de Philip K. Dick
- 253. Paysages de mort de Jean-Pierre Andrevon
- 254. Terre 10¹¹ de Marie C. Farca
- 255. L'Homme bicentenaire de Isaac Asimov
- 256. Futurs au présent de Philippe Curval
- 257. Le Village de Kate Wilhelm
- 258. Krysnak ou le complot de Daniel Walther
- 259. Les Gardiens de Richard Cowper
- 260. Quand les racines de Lino Aldani
- 261. Cinq solutions pour en finir de Dominique Douay
- 262. La Main d'Obéron de Roger Zelazny
- 263. Lieux secrets et vilains messieurs de R. A. Lafferty
- 264. Promenades au bord du gouffre de Alain Dorémieux
- 265. Canyon Street de Pierre Pelot
- 266. Héritiers des étoiles de Clifford D. Simak
- 267. En mémoire de mes péchés de Joe Haldeman

#### 1979
- 268. La Colonne de feu de Ray Bradbury
- 269. Dans les décors truqués de Jean-Pierre Andrevon
- 270. Michaelmas de Algis Budrys
- 271. Galaxies intérieures 2 de Maxim Jakubowski
- 272. Un dimanche tant bien que mal de Ray Bradbury
- 273. Temps blancs de Jean-Marc Ligny
- 274. Qui va là ? de Bob Shaw
- 275. Catalogue des âmes et cycles de la S.F. de Stan Barets
- 276. Dans le palais des rois martiens de John Varley
- 277. Persistance de la vision de John Varley
- 278. La Route de Corlay de Richard Cowper
- 279. Vingt maisons du zodiaque de Maxim Jakubowski
- 280. La Forteresse de coton de Philippe Curval
- 281. La Fin de tous les chants de Michael Moorcock
- 282. Le dormeur s'éveillera-t-il ? de Philippe Curval
- 283. Par-delà les murs du monde de James Tiptree, Jr
- 284. Compagnons en terre étrangère 1 de Jean-Pierre Andrevon
- 285. La Baleine des sables de Bruce Sterling
- 286. Poisson pilote de Patrice Duvic
- 287. Mars aux ombres sœurs de Frederick Turner
- 288. Retour des étoiles de Stanislas Lem
- 289. Biofeedback de Jean-Marc Ligny

### Anii 1980
| Cuprins : | Sus - 1980 1981 1982 1983 1984 1985 1986 1987 1988 1989 | - Jos |

#### 1980
- 290. Sur les ailes du chant de Thomas Disch
- 291. Les Cours du Chaos de Roger Zelazny
- 292. Fausse Aurore de Chelsea Quinn Yarbro
- 293. Compagnons en terre étrangère 2 de Jean-Pierre Andrevon
- 294. Ptah Hotep T1 de Charles Duits - copertă de Florence Magnin
- 295. Ptah Hotep T2 de Charles Duits - copertă de Florence Magnin
- 296. Malakansâr ou l'éternité des pierres de Michel Grimaud
- 297. La Guerre olympique de Pierre Pelot
- 298. Titan de John Varley
- 299. Quand Somerset rêvait de Kate Wilhelm
- 300. Vue en coupe d'une ville malade de Serge Brussolo
- 301. Jusqu'à la quatrième génération de Isaac Asimov
- 302. Impasse temps de Dominique Douay
- 303. Éclipses 2000 de Lino Aldani
- 304. Légendes de la fin des temps de Michael Moorcock
- 305. Regarde, fiston, s'il n'y a pas un extra-terrestre derrière la bouteille de vin de Philippe Curval
- 306. Une planète nommée Trahison de Orson Scott Card
- 307. Faire le mur de Philip Goy
- 308. Sorcière de John Varley
- 309. Le Temps des genévriers de Kate Wilhelm
- 310. L'Oreille contre les murs de Jean-Pierre Andrevon
- 311. Les Voyages électriques d'Ijon Tichy de Stanislas Lem
- 312. Nouveaux venus, vieilles connaissances de Brian Aldiss

#### 1981
- 313. Le Réseau des mages de Richard Cowper
- 314. Stalker de Arcadi et Boris Strougatski
- 315. Aussi lourd que le vent de Serge Brussolo
- 316. Le Dernier Jour de la Création de Wolfgang Jeschke
- 317. SIVA de Philip K. Dick
- 318. À la croisée des parallèles de Christine Renard et Claude Cheinisse
- 319. Galaxies intérieures 3 de Maxim Jakubowski
- 320. Neutron de Jean-Pierre Andrevon
- 321. L'Ombre du bourreau de Gene Wolfe
- 322. Rêves infinis de Joe Haldeman
- 323. Couloirs sans issue de Alain Dorémieux
- 324. Repères sur la route de Roger Zelazny
- 325. La Dame de cuir de Michel Grimaud - copertă de Florence Magnin
- 326. Salut l'Amérique de J. G. Ballard
- 327. Le Silence de la cité de Élisabeth Vonarburg
- 328. Ariosto furioso de Chelsea Quinn Yarbro
- 329. L'Odeur de la bête de Philippe Curval
- 330. Contes inoxydables de Stanislas Lem
- HS. La Grande Roue de Ray Bradbury

#### 1982
- 331. Le monde est un théâtre de Dominique Douay
- 332. Un paysage du temps T1 de Gregory Benford
- 333. Un paysage du temps T2 de Gregory Benford
- 334. Sommeil de sang de Serge Brussolo
- 335. Territoires du tendre de Yves Frémion
- 336. Damiers imaginaires de Emmanuel Jouanne
- 337. Les Maîtres chanteurs de Orson Scott Card
- 338. L'Invasion divine de Philip K. Dick
- 339. Mourir au hasard de Pierre Pelot
- 340. Le Guide du routard galactique de Douglas Adams
- 341. Le Gamin artificiel de Bruce Sterling
- 342. Les Mannequins de John Varley
- 343. Happy End de Daniel Walther
- 344. L'Immeuble d'en face de Jean-Pierre Andrevon et Philippe Cousin
- 345. La Griffe du demi-dieu de Gene Wolfe
- 346. Furia ! de Jean-Marc Ligny
- 347. Loin du pays natal de Walter Tevis
- 348. Portrait du diable en chapeau melon de Serge Brussolo
- 349. Sonate sans accompagnement de Orson Scott Card
- 350. La Moisson de Corlay de Richard Cowper
- 351. Le Dernier Restaurant avant la fin du monde de Douglas Adams - copertă de Georges Raimondo

#### 1983
- 352. L'Homme sans idées de Thomas Disch
- 353. La Mémoire de l'ombre de Kate Wilhelm
- 354. Des vacances inoubliables de Kit Reed
- 355. Le Champ du rêveur de Jean-Pierre Hubert
- 356. La Transmigration de Timothy Archer de Philip K. Dick
- 357. Fondation foudroyée de Isaac Asimov
- 358. L'Œil de chat de Roger Zelazny
- 359. Carnaval de fer de Serge Brussolo
- 360. La Sphère de platine de Joseph-Marie Lo Duca
- 361. L'Épée du licteur de Gene Wolfe
- 362. Mange ma mort de Philippe Cousin
- 363. Il faudra bien se résoudre à mourir seul de Jean-Pierre Andrevon
- 364. Contre l'infini de Gregory Benford
- 365. Parade nuptiale de Donald Kingsbury
- 366. Mallworld graffiti de Somtow Sucharitkul
- 367. Papa Format:Ier de Jacques Mondoloni
- 368. Nouvelle recette pour canard au sang de Scott Baker
- 369. La Vie, l'Univers et le Reste de Douglas Adams
- 370. L'Arbre d'or de Michel Grimaud - copertă de Florence Magnin
- 371. Le Testament de Corlay de Richard Cowper

#### 1984
- 372. Jacinthes de Chelsea Quinn Yarbro
- 373. Hôpital Nord de Jean-Pierre Andrevon et Philippe Cousin
- 374. Le Soleil pas à pas de Walter Tevis
- 375. La Citadelle de l'Autarque de Gene Wolfe
- 376. Les Faiseurs d'orages de Jean-Pierre Hubert
- 377. Le Businessman de Thomas Disch
- 378. Millénium de John Varley
- 379. Lumière sur le détroit de Somtow Sucharitkul
- 380. Écoute, écoute ! de Kate Wilhelm
- 381. Le Roi entêté de Lyon Sprague de Camp
- 382. Les Chasseurs de Vénus de J. G. Ballard
- 383. C'est arrivé, mais on n'en a rien su de Jean-Pierre Andrevon
- 384. Ici-bas de Emmanuel Jouanne
- 385. Espoir-du-Cerf de Orson Scott Card
- 386. Les Insolites de René Sussan
- 387. L'Œil de la reine de Phillip Mann
- 388. Janus de Élisabeth Vonarburg
- 389. Des gens (extra)ordinaires de Joanna Russ
- 390. Mémo de André Ruellan
- 391. Debout les morts le train fantôme entre en gare ! de Philippe Curval

#### 1985
- 392. Dans l'océan de la nuit T1 de Gregory Benford
- 393. Dans l'océan de la nuit T2 de Gregory Benford
- 394. Parcs de mémoire de Maurice Mourier
- 395. Au prix du papyrus de Isaac Asimov
- 396. Les Gogos contre-attaquent de Frederik Pohl
- 397. Biographie comparée de Jorian Murgrave de Antoine Volodine
- 398. Sept femmes de mes autres vies de Daniel Walther
- 399. Le Trône de la folie de Somtow Sucharitkul
- 400. Démon T1 de John Varley - copertă de Florence Magnin
- 401. Démon T2 de John Varley - copertă de Florence Magnin
- 402. Bonjour chaos de Kate Wilhelm
- 403. Les Vents du changement de Isaac Asimov
- 404. Le Voyage de Tchékov de Ian Watson
- 405. À travers la mer des soleils T1 de Gregory Benford
- 406. À travers la mer des soleils T2 de Gregory Benford
- 407. Kosmokrim de Jacques Barbéri
- 408. Le Facteur tithonien de Richard Cowper
- 409.  Adder de K. W. Jeter
- 410. Dites-le avec des mots de Emmanuel Jouanne et Jean-Pierre Vernay
- 411. Annales de Klepsis de Raphaël Aloysius Lafferty
- 412. Ombromanies de Jean-Pierre Hubert

#### 1986
- 413. Un navire de nulle part de Antoine Volodine
- 414. Fringales de Scott Baker
- 415. Autoportrait de Jean-Claude Dunyach
- 416. Divine endurance de Gwyneth Jones - copertă de Florence Magnin
- 417. La Grande Hurle de Jack Dann
- 418. Maître de l'espace et du temps de Rudy Rucker
- 419. Tik-Tok de John Sladek
- 420. Comment jouer à l'homme invisible en trois leçons de Philippe Curval
- 421. Demain les puces de Patrice Duvic
- 422. Les Atouts de la vengeance de Roger Zelazny
- 423. Le Baiser du masque de Michael Swanwick
- 424. Gare centrale de Jean-Pierre Andrevon et Philippe Cousin
- 425. Les Menhirs de glace de Kim Stanley Robinson
- 426. La Schismatrice de Bruce Sterling
- 427. Superfuturs de Philippe Curval
- 428. Le Crâne de Philip K. Dick - copertă de Elrik
- 429. La Ville au fond de l'œil de Francis Berthelot
- 430. Rituel du mépris de Antoine Volodine
- 431. Le Secret de la vie de Rudy Rucker
- 432. Le Marteau de verre de K. W. Jeter

#### 1987
- 433. Cruautés de Emmanuel Jouanne
- 434. Papa, maman, l'atome et moi de Marc Laidlaw
- 435. Le Chasseur de jaguar de Lucius Shepard
- 436. La Fin de la vie de Lucius Shepard
- 437. Câblé de Walter Jon Williams
- 438. Terre et Fondation de Isaac Asimov
- 439. Yurlunggur de Jean-Marc Ligny
- 440. Les Annales de la cité T1 de Frederik Pohl
- 441. Les Annales de la cité T2 de Frederik Pohl
- 442. La Couvée Huysman de Kate Wilhelm
- 443. Le Maître de Paxwax de Phillip Mann
- 444. Radio libre Albemuth de Philip K. Dick
- 445. L'Avènement des chats quantiques de Frederik Pohl
- 446. Roulette mousse de Jean-Pierre Hubert
- 447. Procédure d'évacuation immédiate des musées-fantômes de Serge Brussolo
- 448. Les Oiseaux lents de Ian Watson
- 449. Plans de fuite de Gwyneth Jones
- 450. Le Vent des ténèbres de Somtow Sucharitkul
- 451. Mozart en verres miroirs de Bruce Sterling
- 452. Malgré le monde de Limite

#### 1988
- 453. Le Château d'encre de Serge Brussolo
- 454. Des enfers fabuleux de Antoine Volodine
- 455. Les Ramages de la douleur de Garry Kilworth
- 456. ENtreFER de Iain Banks
- 457. L'Auberge de l'alpiniste mort de Arcadi et Boris Strougatski
- 458. Ainsi finit le monde de James Morrow
- 459. Les Fleurs du vide de Michael Swanwick
- 460. Soldat des brumes de Gene Wolfe
- 461. Les Neuf Princes d'Ambre de Roger Zelazny (reeditare a numărului 190) - copertă de Florence Magnin
- 462. Les Fusils d'Avalon de Roger Zelazny (reeditare a numărului 196) - copertă de Florence Magnin
- 463. Le Signe de la Licorne de Roger Zelazny (reeditare a numărului 251) - copertă de Florence Magnin
- 464. La Main d'Obéron de Roger Zelazny (reeditare a numărului 262) - copertă de Florence Magnin
- 465. Les Cours du Chaos de Roger Zelazny (reeditare a numărului 291) - copertă de Florence Magnin
- 466. Les Atouts de la vengeance de Roger Zelazny (reeditare a numărului 422) - copertă de Florence Magnin
- 467. Le Sang d'Ambre de Roger Zelazny - copertă de Florence Magnin
- 468. Le Signe du Chaos de Roger Zelazny - copertă de Florence Magnin
- 469. Chevalier des Ombres de Roger Zelazny - copertă de Florence Magnin
- 470. Prince du Chaos de Roger Zelazny - copertă de Florence Magnin
- 471. Le Grand Ô de Philip K. Dick - copertă de Elrik
- 472. Arena de Robert Sheckley
- 473. D.A.R.K. de Jean-Marc Ligny
- 474. 188 contes à régler de Jacques Sternberg - copertă de Roland Topor
- 475. La Chute des familles de Phillip Mann
- 476. Zone de feu émeraude de Lucius Shepard
- 477. Une soirée à la plage de Jacques Barbéri
- 478. Le Souffle du cyclone de Walter Jon Williams - copertă de Philippe Gauckler
- 479. Le Rêveur de chats de Emmanuel Jouanne
- 480. Instruments de mort de K. W. Jeter
- 481. Derrière la porte de Philip K. Dick - copertă de Elrik

#### 1989
- 482. Script de Alain Dartevelle
- 483. Le Vin de la violence de James Morrow
- 484. Habite-t-on réellement quelque part ? de Philippe Curval
- 485. Gravité à la manque de George Alec Effinger
- 486. Argentine de Joël Houssin
- 487. Les Chasseurs au bord de la nuit de Colette Fayard
- 488. Le Nouveau Soleil de Teur T1 de Gene Wolfe
- 489. Le Nouveau Soleil de Teur T2 de Gene Wolfe
- 490. Compagnons secrets de Robert Silverberg
- 491. Métrophage de Richard Kadrey
- 492. Un Auteur éminent de Philip K. Dick - copertă de Elrik
- 493. Sukran de Jean-Pierre Andrevon
- 494. La Solution du fou de Philippe Cousin
- 495. Souvenir de Philip K. Dick - copertă de Elrik
- 496. Roche-Nuée de Garry Kilworth
- 497. Au service du maître de Philip K. Dick - copertă de Elrik
- 498. Narcose de Jacques Barbéri
- 499. La Maison-femme de Lino Aldani

### Anii 1990
| Cuprins : | Sus - 1990 1991 1992 1993 1994 1995 1996 1997 1998 1999 | - Jos |

#### 1990
- 500. À l'ouest d'octobre (West of October) de Ray Bradbury
- 501. L'Homme aux yeux de napalm de Serge Brussolo
- 502. Les vagues éteignent le vent de Arkadi și Boris Strugațki
- 503. La Trajectoire de la taupe de Emmanuel Jouanne
- 504. Fragments du rêve de Jean-Pierre Vernay
- 505. Chasseur/Victime de Robert Sheckley
- 506. Les Années fléaux de Norman Spinrad
- 507. Rivage des intouchables de Francis Berthelot
- 508. Les Mailles du réseau T1 de Bruce Sterling
- 509. Les Mailles du réseau T2 de Bruce Sterling
- 510. Le Voyage gelé de Philip K. Dick - copertă de Elrik
- 511. La Fin des temps et après de Dominique Douay
- 512. Le Temps du twist de Joël Houssin
- 513. Ces chers vieux monstres de Howard Waldrop
- 514. Guerre de rien de Jacques Barbéri
- 515. Silhouettes de Gene Wolfe

#### 1991
- 516. Privé de désert de George Alec Effinger
- 517. Abandonati de Garry Kilworth
- 518. L'Appel des ténèbres de Robert Silverberg
- 519. Ivoire T1 de Mike Resnick
- 520. Ivoire T2 de Mike Resnick
- 521. L'Œil de la sibylle de Philip K. Dick - copertă de Elrik
- 522. Honorable barbare de Lyon Sprague de Camp
- 523. Terraplane de Jack Womack
- 524. Cristal Express de Bruce Sterling
- 525. Anarchaos de Donald E. Westlake

#### 1992
- 526. Le Syndrome du scaphandrier de Serge Brussolo
- 527. Champagne bleu de John Varley
- 528. Soldat d'Aretê T1 de Gene Wolfe
- 529. Soldat d'Aretê T2 de Gene Wolfe
- 530. Cité de Vérité de James Morrow
- 531. Cocktail de Jean-Pierre Hubert
- 532. Le Jeu de l'éventail de Colette Fayard
- 533. Plus de vifs que de morts de Frederik Pohl
- 534. La Mémoire du crime de Jacques Barbéri

#### 1993
- 535. Le Talion du cheikh de George Alec Effinger
- 536. L'Orphelin de Perdide de Stefan Wul
- 537. Les Synthérétiques T1 de Pat Cadigan
- 538. Les Synthérétiques T2 de Pat Cadigan
- 539. Thanatopolis de Lucius Shepard
- 540. Santiago T1 de Mike Resnick
- 541. Santiago T2 de Mike Resnick
- 542. Odyssée sous contrôle de Stefan Wul
- 543. Mange-Monde de Serge Brussolo

#### 1994
- 544. Les Perspectives du mensonge de Yves Ramonet
- 545. La Peur géante de Stefan Wul
- 546. L'Invasion des profanateurs de Jack Finney
- 547. Salut, et encore merci pour le poisson de Douglas Adams
- 548. Le Science-fictionnaire T1 de Stan Barets
- 549. Le Science-fictionnaire T2 de Stan Barets
- 550. Les Nourritures extraterrestres de René Sussan et Dona Sussan
- 551. Terminus 1 de Stefan Wul
- 552. Globalement inoffensive de Douglas Adams
- 553. Deus Ex de Norman Spinrad
- 554. Sculpteurs de ciel T1 de Alexander Jablokov
- 555. Sculpteurs de ciel T2 de Alexander Jablokov

#### 1995
- 556. La Pièce d'à côté de Jack Finney
- 557. La Petite Fille et le Dobermann de Serge Brussolo
- 558. L'Elvissée de Jack Womack
- 559. Paradis de Mike Resnick
- 560. Purgatoire de Mike Resnick
- 561. Enfer de Mike Resnick
- 562. Journal de nuit de Jack Womack
- 563. L'Hiver, aller et retour de Emmanuel Jouanne

#### 1996
- 564. Par tous les temps de Colette Fayard
- 565. Quand reviendra l'oiseau... de Bernard Villaret
- 566. Messager des tempêtes lointaines de Pierre Pelot
- 567. Le Printemps russe T1 de Norman Spinrad
- 568. Le Printemps russe T2 de Norman Spinrad
- 569. Le Temple du passé de Stefan Wul
- 570. Piège sur Zarkass de Stefan Wul
- 571. La Mort vivante de Stefan Wul
- 572. Projet Miracle de Mike Resnick
- 573. Les Éléphants d'Hannibal de Robert Silverberg
- HS. Surtout pas de panique ! de Jean Bonnefoy

#### 1997
- 574. Gros temps de Bruce Sterling
- 575. Les Lutteurs immobiles de Serge Brussolo
- 576. Un soupçon de néant de Philippe Curval
- 577. Nefer 1 de Charles Duits
- 578. Nefer 2 de Charles Duits
- 579. Le Faiseur de veuves de Mike Resnick
- 580. L'Empire des abîmes de Kitty Doom - copertă de Florence Magnin
- 581. Les Invisibles de Kitty Doom - copertă de Florence Magnin
- 582. Kamikaze l'amour de Richard Kadrey
- 583. Rempart des naufrageurs de Serge Brussolo
- 584. Naufrage sur une chaise électrique de Serge Brussolo

#### 1998
- 585. Les Mangeurs d'argile de Pierre Pelot
- 586. Saison de rouille de Pierre Pelot
- 587. Ce qui mordait le ciel... de Serge Brussolo
- 588. Le Faiseur de veuves : Renaissance de Mike Resnick
- 589. L'Extase des vampires de Brian Stableford
- 590. Avril et des poussières de Benjamin Legrand
- 591. Soleils hurlants de Pierre Pelot
- 592. California Gothic de Dennis Etchison
- 593. La Forteresse blanche de Kitty Doom - copertă de Florence Magnin
- 594. Le Clan du grand crâne de D. Morlok
- 595. Les Guerriers du grand crâne de D. Morlok
- 596. L'Héritage de saint Leibowitz T1 de Walter M. Miller et Terry Bisson
- 597. L'Héritage de saint Leibowitz T2 de Walter M. Miller et Terry Bisson
- 598. Né d'entre les morts de Nathalie Bernard
- 599. Les Dieux du grand crâne de D. Morlok

#### 1999
- 600. Musées, des mondes énigmatiques, colecție de povestiri de Frédéric Ciriez, Chrysostome Gourio și alții
- 601. Les Chasseurs de sève de Laurent Genefort
- 602. Le Père de feu de Pierre Pelot
- 603. La Maison Usher ne chutera pas de Pierre Stolze
- 604. Les Crocs de l'enfance de Jean-Pierre Andrevon
- 605. Le chien courait sur l'autoroute en criant son nom de Pierre Pelot
- 606. Ce chasseur-là de Pierre Pelot
- 607. L'Échiquier du mal T1 de Dan Simmons
- 608. L'Échiquier du mal T2 de Dan Simmons
- 609. Contes de la fée verte de Poppy Z. Brite
- 610. Gens de la Lune T1 de John Varley
- 611. Gens de la Lune T2 de John Varley
- 612. Tableaux du délire de Alain Dorémieux
- 613.  Markham ou la dévoration de Mike Resnick
- 614. Le Baleinier de la nuit de Robert F. Young
- 615. Cent mille images de Pierre Stolze
- 616. Cap sur Gandahar de Jean-Pierre Andrevon
- 617. Le Faiseur de veuves : Apothéose de Mike Resnick
- 618. Aventures lointaines 1 de Gilles Dumay
- 619. La mort peut danser de Jean-Marc Ligny

### Anii 2000
| Cuprins : | Sus - 2000 | - Jos |

#### 2000
- 620. La Cité entre les mondes de Francis Valéry
- 621. Le Nez de Cléopâtre de Robert Silverberg
- 622. Le Styx coule à l'envers de Dan Simmons
- 623. La Dernière Chanson de Sirit Byar de Peter S. Beagle
- 624. Le Magicien de Karakosk de Peter S. Beagle - copertă de Florence Magnin
- 625. Une femme sans histoires de Christopher Priest
- 626. Parabellum tango  de Pierre Pelot
- 627. L'Étrangère de Gardner Dozois
- 628. Ces hommes dans la jungle de Norman Spinrad
- 629. Aventures lointaines 2 de Gilles Dumay
- 630. Moi, Asimov de Isaac Asimov
- 631. Les Solariens de Norman Spinrad
- 632. Cauchemar cathodique de Richard Christian Matheson
- 666. Route 666 de Roger Zelazny
- HS. Rock'n'roll altitude